# Лаборд (Верхние Пиренеи)
Лабо́рд (фр. Laborde, окс. Era Bòrda) — коммуна во Франции, находится в регионе Юг — Пиренеи. Департамент — Верхние Пиренеи. Входит в состав кантона Барт-де-Нест. Округ коммуны — Баньер-де-Бигор.
Код INSEE коммуны — 65241.

## География

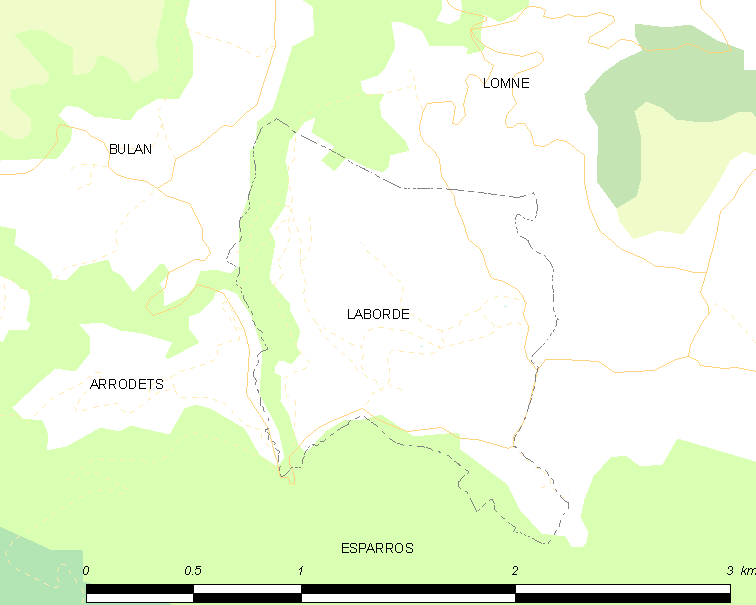
Карта коммуны

Коммуна расположена приблизительно в 670 км к югу от Парижа, в 115 км юго-западнее Тулузы, в 29 км к юго-востоку от Тарба.
На западе коммуны протекает река Аррос, а на востоке — река Эгет (фр. Ayguette).

## Климат
Климат умеренно-океанический с солнечной тёплой погодой и обильными осадками на протяжении практически всего года.

## Население
Население коммуны на 2010 год составляло 96 человек.
| 1962 | 1968 | 1975 | 1982 | 1990 | 1999 | 2010 |
| ---- | ---- | ---- | ---- | ---- | ---- | ---- |
| 177  | 157  | 146  | 138  | 95   | 110  | 96   |

## Администрация
| Период | Период | Фамилия      | Партия | Примечания |
| ------ | ------ | ------------ | ------ | ---------- |
| 1908   | 1919   | Поль Лаффорж |        |            |
| 1919   | 1925   | Жан Клавери  |        |            |
| 1925   | 1947   | Жюль Дюплан  |        |            |
| 1947   | 1965   | Жан Пайе     |        |            |
| 1965   | 1971   | Пьер Гаидон  |        |            |
| 1971   | 1995   | Андре Дюплан |        |            |
| 1995   | 2020   | Элен Дютю    |        |            |

## Экономика
В 2010 году среди 46 человек трудоспособного возраста (15-64 лет) 31 были экономически активными, 15 — неактивными (показатель активности — 67,4 %, в 1999 году было 67,8 %). Из 31 активных жителей работали 25 человек (11 мужчин и 14 женщин), безработных было 6 (4 мужчины и 2 женщины). Среди 15 неактивных 3 человека были учениками или студентами, 7 — пенсионерами, 5 были неактивными по другим причинам.

## Фотогалерея

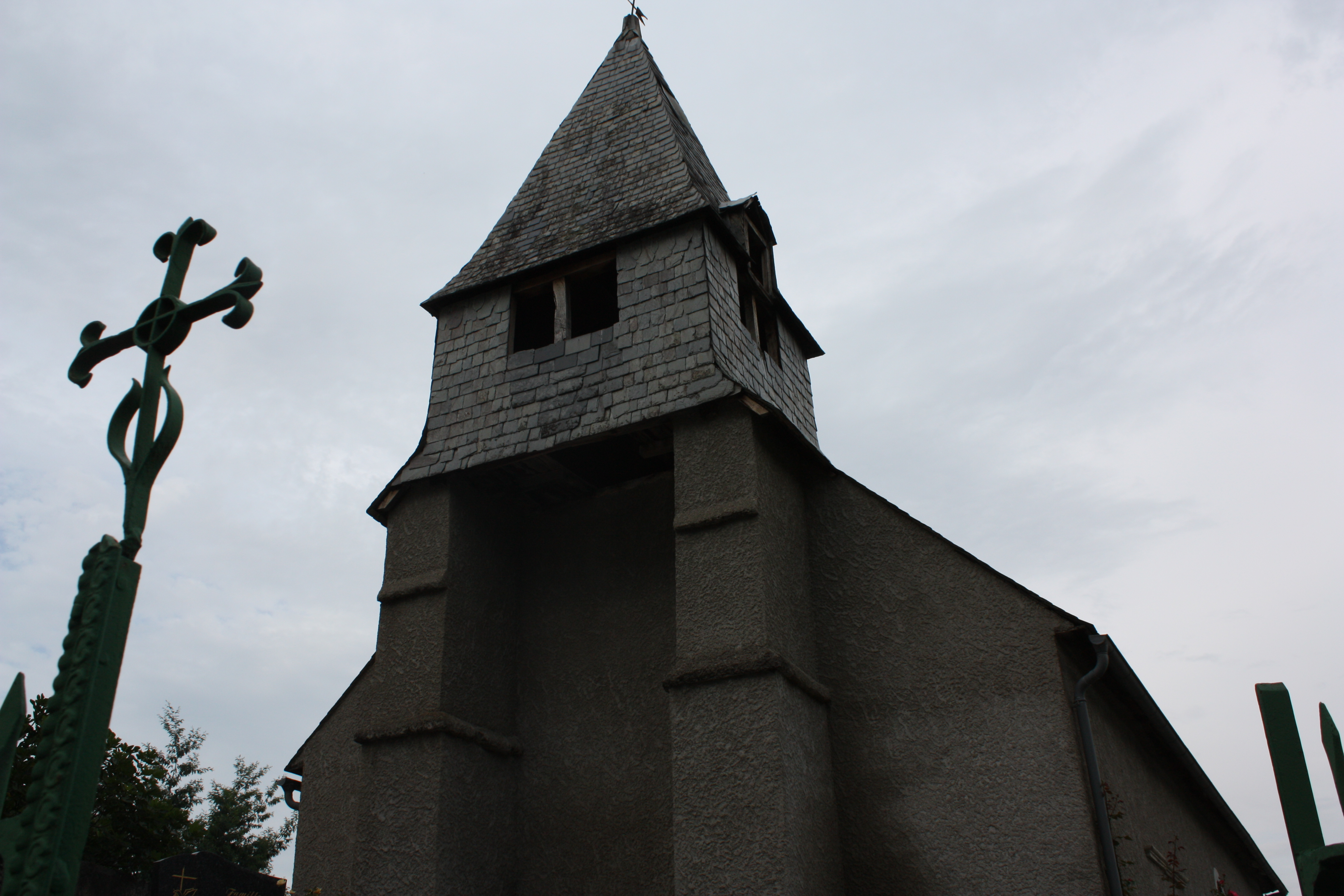
Церковь
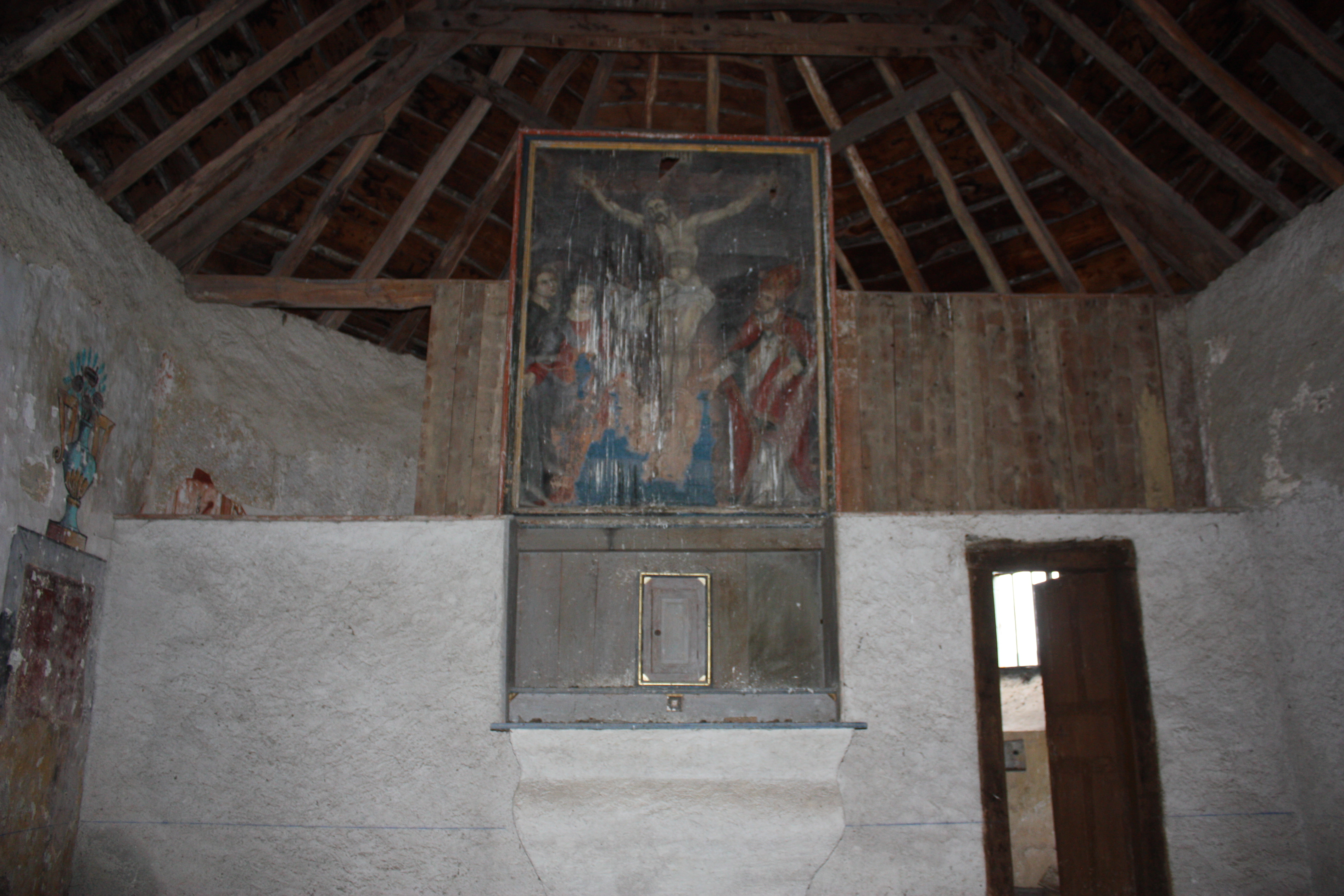
Интерьер церкви
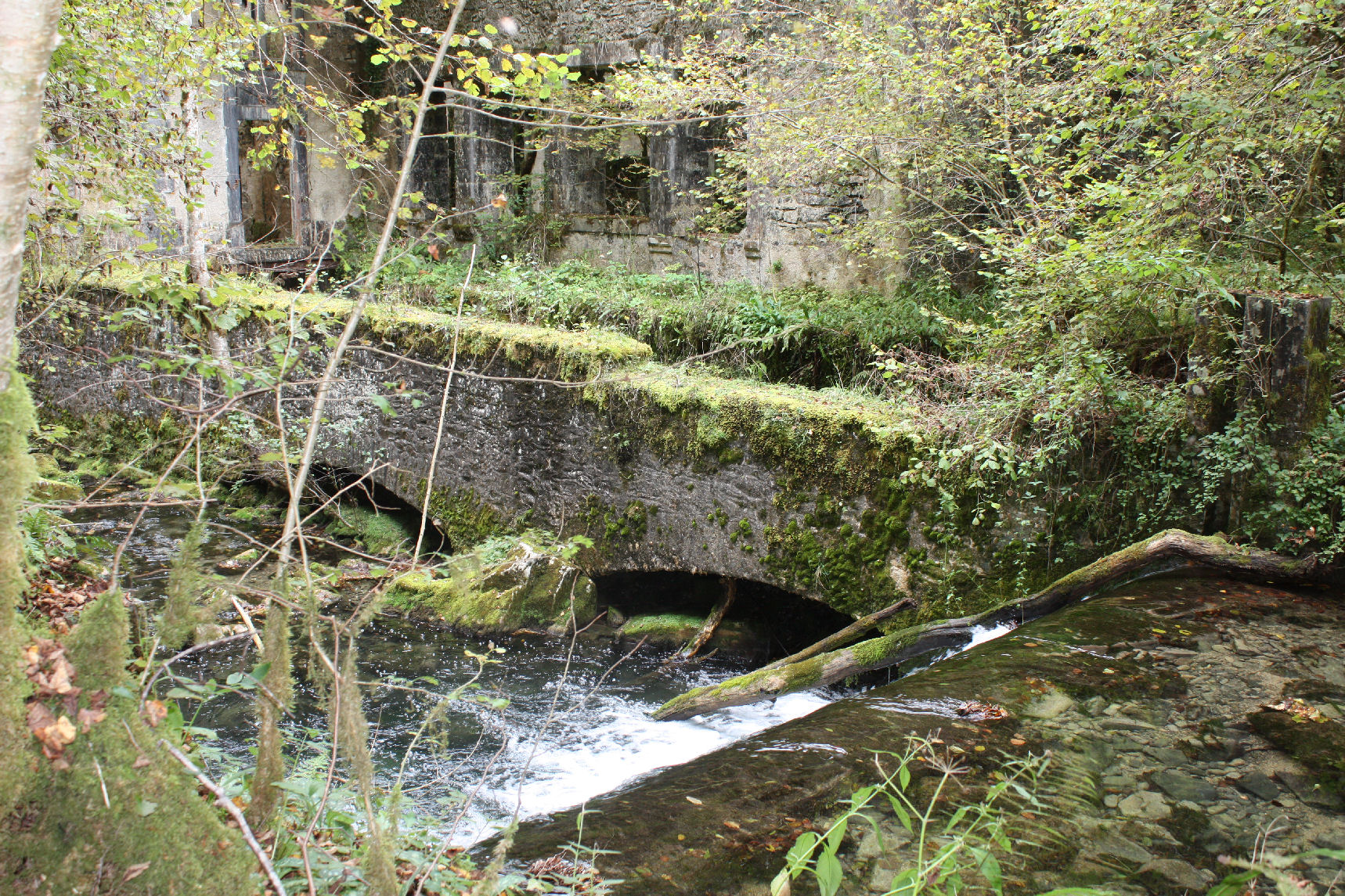
Река Аррос
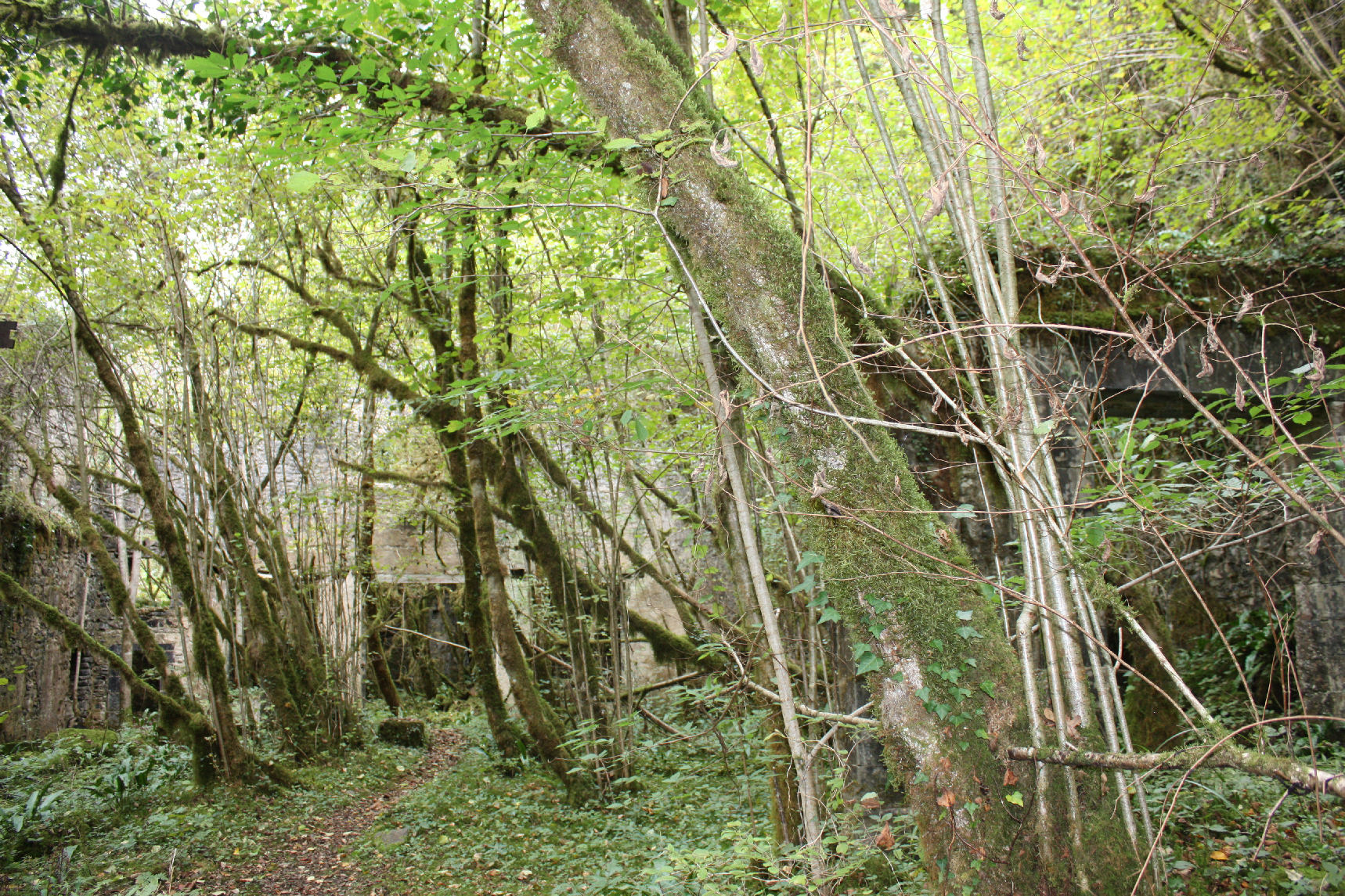
Вход в шахту